# 목천16의사기념비
목천16의사기념비는 대한민국 충청남도 천안시 동남구에 있다. 1995년 5월 10일 천안시의 향토문화유산 제40호로 지정되었다.

## 개요
이인좌의 반란군을 격파한 후 양무원종공신으로 책봉된 16명이다.